# Prezidentské volby v Maďarsku 2022
Prezidentské volby v Maďarsku 2022 s datem konání ve čtvrtek 10. března byly v pořadí osmou volbou maďarské hlavy státu od roku 1990. Absolutní většinu hlasů získala Katalin Nováková, která se tak stala první prezidentkou Maďarska. Úřadující prezident republiky János Áder po dvou volebních obdobích již nemohl znovu kandidovat.

## Legislativa
Od pádu komunismu v roce 1989 je maďarský prezident volen nepřímo Zemským sněmem. Podle současné maďarské ústavy (tzv. Základní zákon Maďarska, maďarsky Magyarország Alaptörvénye) přijaté pravicovou vládní koalicí Fidesz–KDNP v roce 2011 volí hlavu státu tajným hlasováním 199 poslanců parlamentu. Kandidát na prezidenta potřebuje písemnou nominaci aspoň jedné pětiny poslanců (tedy 40), kteří nemohou navrhnout více než jednoho kandidáta. V prvním kole voleb je ke zvolení prezidenta potřeba dvoutřetinová většina všech poslanců. Není-li tato podmínka splněna, koná se druhé kolo se dvěma kandidáty, kteří v prvním kole získali nejvíce hlasů. Ke zvolení poté stačí prostá většina hlasujících poslanců. Prezident má spíše reprezentativní funkci, neboť pro maďarský politický systém je charakteristická silná pozice premiéra.

## Kandidáti
Na převážně ceremoniální post byli dva kandidáti. Vládnoucí koalice Fidesz–KDNP nominovala jako svou prezidentskou kandidátku Katalin Novákovou, bývalou ministryni bez portfeje pro rodinnou politiku a spojenkyni maďarského premiéra Viktora Orbána. Opoziční levicová aliance Společně pro Maďarsko nominovala právníka a ekonoma Pétera Rónu.

### Zvažovaní kandidáti

#### Fidesz–KDNP
- János Csák – diplomat, ekonom, politik, velvyslanec v Londýně (2011–2014).[9][10]
- László Kövér – právník, politik, spoluzakladatel Fidesz, předseda parlamentu (2010– ).[10][11]
- Miklós Maróth – klasický filolog, orientalista, univerzitní profesor a děkan.[10]
- László Trócsányi – právní vědec, politik, poslanec EP (2019– ), exministr spravedlnosti (2014–2019) za Fidesz.[10]

#### Společně pro Maďarsko
- László Majtényi – právní vědec, prezident Institutu veřejné politiky Károly Eötvöse založeného Sorosovou nadací, neúspěšný kandidát z voleb 2017.[12]
- Gábor Iványi – pastor, politik, exposlanec parlamentu (1990–1994 a 1998–2002) za SZDSZ.[13]
- István Elek – novinář, politik, spoluzakladatel LMP, exposlanec parlamentu (1990–1994) za MDF.[14]

#### Hnutí Naše vlast
- Gyula Popély – historik, exposlanec československé Sněmovny národů Federálního shromáždění (1990).[15]

#### ISZOMM
- Éva Pál – zpěvačka.[16]

## Průzkum veřejného mínění
Zpravodajský portál Azonnali.hu, jehož majitelem je miliardář a politik Péter Ungár z LMP, provedl v květnu 2021 nereprezentativní průzkum (3 541 hlasujících), kdo by měl být příští hlavou státu po Jánosovi Áderovi. Zajímavostí průzkumu je, že 46 % dotázaných považovalo za žádoucí likvidaci republikánského zřízení a obnovení monarchie v čele s rodem Habsburků. Na druhém místě se 14,2 % hlasů se umístil spoluzakladatel LMP a poslanec András Schiffer, zatímco třetí místo obsadil filozof Gáspár Miklós Tamás se ziskem 5,7 % hlasů.

## Výsledky

Výsledek volby v parlamentu:
Katalin Nováková (137)
Péter Róna (51)
neplatné hlasy (5)
nehlasovalo (6)

| Kandidát             | Kandidát             | Strana               | Aliance               | 1. kolo | 1. kolo          | 1. kolo                |
| Kandidát             | Kandidát             | Strana               | Aliance               | Hlasy   | % všech poslanců | % hlasujících poslanců |
| -------------------- | -------------------- | -------------------- | --------------------- | ------- | ---------------- | ---------------------- |
|                      | Katalin Nováková     | Fidesz               | Fidesz–KDNP           | 137     | 68,84            | 72,87                  |
|                      | Péter Róna           | Nezávislý            | Společně pro Maďarsko | 51      | 25,62            | 27,13                  |
| Neplatné hlasy       | Neplatné hlasy       | Neplatné hlasy       | Neplatné hlasy        | 5       | 2,51             | —                      |
| Celkový počet hlasů  | Celkový počet hlasů  | Celkový počet hlasů  | Celkový počet hlasů   | 193     | 96,98            | 100                    |
| Nehlasovalo          | Nehlasovalo          | Nehlasovalo          | Nehlasovalo           | 6       | 3,01             | —                      |
| Celkový počet křesel | Celkový počet křesel | Celkový počet křesel | Celkový počet křesel  | 199     | 100              | —                      |
| Zdroj: Telex.hu      |                      |                      |                       |         |                  |                        |